# Кентукки Уайлдкэтс (баскетбол)
Кентукки Уайлдкэтс (англ. Kentucky Wildcats) — студенческая баскетбольная команда, представляющая Кентуккийский университет в первом баскетбольном мужском дивизионе NCAA. Располагается в Лексингтоне (штат Кентукки). В настоящее время команда выступает в Юго-Восточной конференции. Команде принадлежат рекорды NCAA по количеству одержанных побед — 2130 и по проценту побед — 76,2 %. «Уайлдкэтс» также принадлежат рекорды по количеству участий в турнире NCAA − 55 и по количеству побед в турнире — 121, а также занимает второе место после «УКЛА Брюинс» по количеству завоёванных чемпионских титулов. Кроме того, Кентукки становились победителями Национального пригласительного турнира в 1946 и 1976 годах, что делает их единственной командой, завоёвывавшей несколько чемпионских титулов NCAA и NIT. Кроме рекордных 58 участий в турнире NCAA, «Уайлдкэтс» принадлежит рекорд по количеству сыгранных матчей в турнире — 177, по количеству участий в 1/8 финала (англ. Sweet-16) — 43, 1/4 финала (англ. Elite-8), а также по количеству участий постсезонных турнирах — 51 (NCAA и NIT). Команда 17 раз участвовала в Финале Четырёх и 11 раз в финале NCAA, завоевав 8 чемпионских титулов.
Домашние игры «Уайлдкэтс» проводит на «Рапп-арене» — спортивном сооружении названном в честь бывшего тренера команды Адольфа Раппа. Эта арена является самой вместительным стадионом в США, построенном специально для проведения баскетбольных игр и может вместить 23 500 человек. В результате этого Кентукки постоянно являются рекордсменами страны по посещению домашних матчей. Болельщиков команды часто называют «Большая голубая нация» (англ. Big Blue Nation) или «Большой синий туман» (англ. Big Blue Mist).
С 1 апреля 2009 года главным тренером «Уайлдкэтс» стал Джон Калипари, сменивший на этом посту Билли Гиллиспи.

## История

### До прихода Раппа (1903—1930)
Согласно записям, первым главным тренером «Уайлдкэтс» был W.W.H. Mustaine, который в 1903 году собрал несколько студентов, собрал 3 доллара на мяч научил их играть. Первым межуниверситетский матч против колледжа Джорджтауна «Уайлдкэтс» проиграли со счётом 15:6. Первый «сезон» команда закончила с результатом 1-2, проиграв Кентуккийскому университету (позже Трансильванский университет) и одержав победу над Лексингтонским YMCA.
До 1908 года команда ни разу в сезоне не одерживала больше побед, чем поражений, выиграв 15 матчей и проиграв 29. Осенью 1909 года из-за плохих результатов и переполненного спортивного зала спортивная комиссия университета проголосовала за упразднения баскетбольной программы в Кентукки. В результате, студенты университета предложили попечительскому совету университета план, как уменьшить количество людей в зале. Они предложили положить деревянный пол и установить новое освещение в армейском тренировочном центре. Чтобы улучшить результаты баскетбольной команды на пост главного тренера был назначен футбольный тренер университета E.R. Sweetland. Таким образом Свитленд стал первым тренером в истории команды, которому платили зарплату за его работу. В этом году «Уайлдкэтс» завершили сезон с результатом 5-4, а уже через три года впервые в своей истории не проиграли ни одной игры в сезоне, одержав девять побед.

## Тренеры
За 110 летнюю историю «Уайлдкэтс» у неё было 22 главных тренеров. В настоящее время команду возглавляет Джон Калипари. 6 тренеров «Уайлдкэтс» завоёвывали награду Тренер года: Адольф Рапп в 1950, 1954, 1959, 1966 и 1970 годах, Джо Б Холл в 1978 году, Эдди Саттон в 1986 году, Рик Питино в 1990 и 1992 годах, Табби Смит в 1998, 2003 и 2005 годах и Джон Калипари в 2012 году. Кроме того, семь тренеров команды становились Тренерами года Юго-Восточной конференции: Рапп в 1964, 1966, 1968, 1969, 1970, 1971 и 1972 годах, Холл в 1973, 1975, 1978 и 1983 годах, Саттон в 1986, Питино в 1990, 1991 и 1996 годах, Смит в 1998, 2003 и 2005 годах, Гиллиспи в 2008 году и Калипари в 2010 и 2012 годах.

## Текущий состав
| \| Поз. \| № \| Гражд. \| Имя \| Дата рождения (возраст) \| Рост \| Вес \| Звание \| \| ---- \| -- \| ------ \| ---------------------- \| ------------------------ \| ------ \| ------ \| ------ \| \| РЗ \| 0 \| \| Квад Грин \| 12 мая 1998 (27 лет) \| 183 см \| 82 кг \| \| \| ТФ \| 1 \| \| Саша Киллейя-Джонс \| 8 октября 1998 (26 лет) \| 208 см \| 100 кг \| \| \| ЛФ \| 2 \| \| Джарред Вандербильт \| 3 апреля 1999 (26 лет) \| 206 см \| 97 кг \| \| \| АЗ \| 3 \| \| Хамиду Диалло \| 31 июля 1998 (26 лет) \| 196 см \| 90 кг \| \| \| Ц \| 4 \| \| Ник Ричардс \| 29 ноября 1997 (27 лет) \| 211 см \| 109 кг \| \| \| ЛФ \| 5 \| \| Кевин Нокс \| 11 августа 1999 (25 лет) \| 206 см \| 98 кг \| \| \| З \| 10 \| \| Джонни Дэвид \| 7 ноября 1996 (28 лет) \| 188 см \| 83 кг \| \| \| РЗ \| 12 \| \| Брэд Калипари \| 11 ноября 1996 (28 лет) \| 183 см \| 80 кг \| \| \| АЗ \| 13 \| \| Джемарль Бейкер \| 12 июня 1998 (27 лет) \| 193 см \| 83 кг \| \| \| Ц \| 14 \| \| Тай Уиньярд \| 5 февраля 1998 (27 лет) \| 208 см \| 116 кг \| \| \| РЗ \| 22 \| \| Шей Гилджес-Александер \| 12 июля 1998 (27 лет) \| 198 см \| 82 кг \| \| \| ТФ \| 25 \| \| Пи Джей Вашингтон \| 23 августа 1998 (26 лет) \| 201 см \| 102 кг \| \| \| АЗ \| 30 \| \| Диллон Пульям \| 25 апреля 1995 (30 лет) \| 191 см \| 88 кг \| \| \| ТФ \| 32 \| \| Веньен Габриэль \| 26 марта 1997 (28 лет) \| 206 см \| 97 кг \| \| | Главный тренер - Джон Калипари Ассистенты тренера - Тони Барби - Кенни Пэйн - Джон Робич - Джоэль Юстус Легенда - (К) — Капитан команды Последнее изменение: 21 сентября 2017 года |                     |                        |                          |        |        |        |
| Поз. | № | Гражд.              | Имя                    | Дата рождения (возраст)  | Рост   | Вес    | Звание |
| РЗ | 0 | Флаг США            | Квад Грин              | 12 мая 1998 (27 лет)     | 183 см | 82 кг  |        |
| ТФ | 1 | Флаг США            | Саша Киллейя-Джонс     | 8 октября 1998 (26 лет)  | 208 см | 100 кг |        |
| ЛФ | 2 | Флаг США            | Джарред Вандербильт    | 3 апреля 1999 (26 лет)   | 206 см | 97 кг  |        |
| АЗ | 3 | Флаг США            | Хамиду Диалло          | 31 июля 1998 (26 лет)    | 196 см | 90 кг  |        |
| Ц | 4 | Флаг Ямайки         | Ник Ричардс            | 29 ноября 1997 (27 лет)  | 211 см | 109 кг |        |
| ЛФ | 5 | Флаг США            | Кевин Нокс             | 11 августа 1999 (25 лет) | 206 см | 98 кг  |        |
| З | 10 | Флаг США            | Джонни Дэвид           | 7 ноября 1996 (28 лет)   | 188 см | 83 кг  |        |
| РЗ | 12 | Флаг США            | Брэд Калипари          | 11 ноября 1996 (28 лет)  | 183 см | 80 кг  |        |
| АЗ | 13 | Флаг США            | Джемарль Бейкер        | 12 июня 1998 (27 лет)    | 193 см | 83 кг  |        |
| Ц | 14 | Флаг Новой Зеландии | Тай Уиньярд            | 5 февраля 1998 (27 лет)  | 208 см | 116 кг |        |
| РЗ | 22 | Флаг Канады         | Шей Гилджес-Александер | 12 июля 1998 (27 лет)    | 198 см | 82 кг  |        |
| ТФ | 25 | Флаг США            | Пи Джей Вашингтон      | 23 августа 1998 (26 лет) | 201 см | 102 кг |        |
| АЗ | 30 | Флаг США            | Диллон Пульям          | 25 апреля 1995 (30 лет)  | 191 см | 88 кг  |        |
| ТФ | 32 | Флаг Южного Судана  | Веньен Габриэль        | 26 марта 1997 (28 лет)   | 206 см | 97 кг  |        |

## Достижения
- Чемпион Helms: 1933
- Чемпион NCAA: 1948, 1949, 1951, 1958, 1978, 1996, 1998, 2012
- Финалист NCAA: 1966, 1975, 1997, 2014
- Полуфиналист NCAA: 1942, 1948, 1949, 1951, 1958, 1966, 1975, 1978, 1984, 1993, 1996, 1997, 1998, 2011, 2012, 2014, 2015
- Четвертьфиналист NCAA: 1942, 1945, 1948, 1949, 1951, 1952, 1956, 1957, 1958, 1961, 1962, 1966, 1968, 1970, 1972, 1973, 1975, 1977, 1978, 1983, 1984, 1986, 1992, 1993, 1995, 1996, 1997, 1998, 1999, 2003, 2005, 2010, 2011, 2012, 2014, 2015, 2017, 2019
- 1/8 NCAA: 1951, 1952, 1955, 1956, 1957, 1958, 1959, 1961, 1962, 1964, 1966, 1968, 1969, 1970, 1971, 1972, 1973, 1975, 1977, 1978, 1980, 1983, 1984, 1985, 1986, 1992, 1993, 1995, 1996, 1997, 1998, 1999, 2001, 2002, 2003, 2005, 2010, 2011, 2012, 2014, 2015, 2017, 2018
- Участие в NCAA: 1942, 1945, 1948, 1949, 1951, 1952, 1955, 1956, 1957, 1958, 1959, 1961, 1962, 1964, 1966, 1968, 1969, 1970, 1971, 1972, 1973, 1975, 1977, 1978, 1980, 1981, 1982, 1983, 1984, 1985, 1986, 1987, 1992, 1993, 1994, 1995, 1996, 1997, 1998, 1999, 2000, 2001, 2002, 2003, 2004, 2005, 2006, 2007, 2008, 2010, 2011, 2012, 2014, 2015, 2016, 2017, 2018, 2019
- Победители турнира конференции: 1921, 1933, 1937, 1939, 1940, 1942, 1944, 1945, 1946, 1947, 1948, 1949, 1950, 1952, 1984, 1986, 1992, 1993, 1994, 1995, 1997, 1998, 1999, 2001, 2003, 2004, 2010, 2011, 2015, 2016, 2017, 2018 (Прим.: С 1953 по 1978 год не было турнира SEC)
- Победители регулярного чемпионата конференции: 1926, 1932, 1933, 1935, 1937, 1939, 1940, 1942, 1944, 1945, 1946, 1947, 1948, 1949, 1950, 1951, 1952, 1954, 1955, 1957, 1958, 1962, 1964, 1966, 1968, 1969, 1970, 1971, 1972, 1973, 1975, 1977, 1978, 1980, 1982, 1983, 1984, 1986, 1995, 1996, 1998, 2000, 2001, 2003, 2005, 2010, 2012, 2015, 2016, 2017